# Anna Maccagno
Anna Maccagno o Anna Cotroneo de Maccagno (Roma, 23 de enero de 1918-Lima, 20 de noviembre de 2001) fue una reconocida escultora y educadora italiana. Radicó en Perú desde 1946 hasta su muerte en 2001 en donde fue profesora y decana en la Escuela de Artes Plásticas de la Pontificia Universidad Católica del Perú. Como artista su obra destaca por su gran aliento, especialmente en los temas religiosos, y como educadora ha influenciado la labor de varias generaciones de artistas peruanas.

## Biografía
Anna Marcella Laura Cotroneo nació en Roma el 23 de enero de 1918. Sus padres fueron Giuseppe Cotroneo y Assunta Bartolani. En 1946 llega a Perú junto a su esposo Emilio Maccagno.
En 1952 inicia sus estudios en la Escuela de Artes Plásticas de la Pontificia Universidad Católica del Perú (PUCP) que culmina cuatro años después. En 1965 se incorpora como docente en la Escuela a solicitud de Adolfo Winternitz. En 1990 representó al Perú en Encuentro Regional sobre Formación de las Artes Plásticas en América Latina y El Caribe organizado por la Unesco. Fue decana de la Escuela de Artes Plásticas de la (PUCP) desde 1993 hasta 2001.
Artistas y escultoras como Lika Mutal, Marta Cisneros, Susana Roselló, Johanna Hamann, Camila Rospigliosi y Nani Cárdenas fueron alumnas y discípulas de Maccagno.

## Obras
Participó en la creación de algunas de las obras escultóricas dentro de la Parroquia San Antonio de Padua en el distrito de Jesús María en Lima, creando la estatua de San Francisco, el Vía Crucis en aluminio fundido y el Sagrario en planchas de fierro.

## Reconocimientos
- 1993. Palmas Magisteriales en el grado de Amauta por el Ministerio de Educación[10]
- 1996. Cavaliere Ufficiale por la República Italiana[1]
- 1997.  Medalla Cívica de la Ciudad de Lima por la Municipalidad Metropolitana de Lima
- 2000. Profesora honoraria por la Escuela Superior Autónoma de Bellas Artes del Perú
- 2001. Profesorado Emérito por la Pontificia Universidad Católica del Perú